# Дойчландсберг (округ)
Дойчландсберг (нім. Deutschlandsberg) — округ Австрійської федеральної землі Штирія.

## Адміністративний поділ
Округ поділено на 15 громад:
Міста
1. Дойчландсберг

Ярмаркові містечка
1. Айбісвальд
2. Фрауенталь-ан-дер-Лассніц
3. Гросс-Санкт-Флоріан
4. Ланнах
5. Пельфінг-Брунн
6. Предінг
7. Шванберг
8. Штайнц
9. Веттманнштеттен
10. Віс

Сільські громади
1. Санкт-Йозеф
2. Санкт-Мартін-ім-Зульмталь
3. Санкт-Петер-ім-Зульмталь
4. Санкт-Штефан-об-Штайнц

### До реформи 2014/2015
Округ було поділено на 40 громад:
- Айбль
- Бад-Гамс
- Дойчландсберг
- Айбісвальд
- Фрауенталь-ан-дер-Лассніц
- Фрайланд-бай-Дойчландсберг
- Гаранас
- Георгсберг
- Грайсдорф
- Грессенберг
- Гросс-Санкт-Флоріан
- Гроссрадль
- Гундерсдорф
- Голленегг
- Клостер
- Ланнах
- Лімберг-бай-Віс
- Маргоф
- Оштервітц
- Пічгау
- Пельфінг-Брунн
- Предінг
- Рассах
- Санкт-Йозеф
- Санкт-Мартін-ім-Зульмталь
- Санкт-Освальд-об-Айбісвальд
- Санкт-Петер-ім-Зульмталь
- Санкт-Штефан-об-Штайнц
- Шванберг
- Зобот
- Штайнц
- Штайнцталь
- Шталльгоф
- Зульмек-Грайт
- Трагюттен
- Унтербергла
- Вернерсдорф
- Веттманнштеттен
- Вільфрезен
- Віс

## Демографія
Населення округу за роками за даними статистичного бюро Австрії

## Виноски
1. ↑  Statistik Austria. Архів оригіналу за 2 травня 2015. Процитовано 24 червня 2013.

| Австрія | Це незавершена стаття з географії Австрії. Ви можете допомогти проєкту, виправивши або дописавши її. |